# Никита Бесогон
Ники́та Бесого́н — раннехристианский святой, апокрифический великомученик, подвергшийся пыткам и принявший смерть за Христа в Константинополе; вымышленный сын римского императора Максимиана. Широко известен в христианской иконографии в мотиве побивания им беса-дьявола, соблазнявшего его принять язычество.
На 15 (28) сентября приходилось поминание двух святых великомучеников по имени Никита — Бесогона и Готского. Во времена Петра I апокриф о житии Никиты сына Максимиана был отвергнут, но не по причине признания истинным другого жития, а из-за меньшей популярности. Почитать в этот день стали только Никиту Готского. Впоследствии в иконографии сюжеты о них иногда сливались, хотя Никита Готский с бесом «физически» не сражался.

## Житие
Житие о мученике Никите восходит к Новозаветному апокрифу «Сказание о Никитиных мучениях». По мнению исследователей, он является переработкой текста жития одного из раннехристианских мучеников по имени Никита, который праздновался в один день с Никитой Готским. Упоминание о нём встречается в индексе отреченных книг XI века, оно вошло в «Правило 59 Лаодикийского собора» наряду с «Обиходами апостольскими», «Георгиевым мучением» и другими так называемыми богомильскими апокрифами. О раннем бытовании апокрифического жития на Руси известно из литературных памятников, в частности из «Сказания о Борисе и Глебе» середины XI века, где упоминается, что в своей предсмертной молитве святой князь Борис вспоминал страдания и мучения святых Никиты, Вячеслава и Варвары, погибших от рук своих родственников. По мнению Н. С. Тихонравова и В. М. Истрина, перевод был сделан в Южной Руси уже к XII веку. Житие известно в нескольких списках на греческом и славянских языках, которые датируются XII-XIII веками.
В русских списках отреченных книг житие носит название «Никитино мучение, нарицающее его сына Максимьянова царёва». Сохранившиеся списки восходят к концу XV века.
Мученика Никиту в народе называли «бесогоном». В народном представлении восточных славян апокрифический образ религиозного предания о Никите сливается с народными легендами о Никите Кожемяке — богатыре, одолевшем злого дракона.
Известны также древние храмы в честь святого Никиты. В Переславле-Залесском предположительно уже в XII веке существовал Никитский монастырь. Также был построен храм в Плотницком конце Новгорода, впервые упоминаемый в летописи в 1368 году.

### Сюжет
По сюжету апокрифа, Никита был сыном царя-язычника Максимиана, который вместе с его соправителем императором Диоклетианом, был известен великим гонением христиан, в частности мучениями святых великомучеников Георгия и Пантелеимона. Надо заметить, что у реального императора Максимиана был единственный сын Максенций, который мученичеством за христианство известен не был.
Однажды Никита попытался обратить отца в христианскую веру, но тот отказался и сам попытался обратить Никиту в язычество. В ответ Никита запросил 12 золотых идолов, чтобы втайне поклониться им; царь, обрадовавшись, дал их, но Никита чудесным образом стёр их в порошок. Увидев останки уничтоженных идолов, правитель вскричал: "Не святой ли Георгий подучил тебя сделать это?" На что Никита ответил отрицательно, добавив, что «уповает на Бога». Также Максимиан упомянул, что Георгия «замучил Дадиан», которого Максимиан называет своим «братом» (здесь предположительно, речь идёт об императоре Диоклетиане) .
Уничтожение идолов так разозлило царя, что он попытался несколькими способами убить своего сына Никиту, но свершились чудеса и казни не удались. Тогда царь бросил Никиту в темницу. Там Никите явился бес в ангельском обличье и стал соблазнять отречься от христианства. Слыша голос дьявола, Никита помолился о том, чтобы увидеть искусителя; тогда ему явился архангел Михаил, сказавший протянуть руку и схватить беса. Никита схватил беса и, повергнув его, наступил ему на шею. А затем снял кандалы со своих ног и стал избивать ими дьявола, назвавшегося Вельзевулом.
Никита провёл в темнице 3 года. Затем царь вспомнил о нём и приказал привести. Никита привёл с собой беса и поверг того ниц пред царём, показав, кто им управляет. Однако царь был неумолим и снова приказал мученически казнить своего сына, но опять свершилось чудо, и казни не удались. Также Никита, с помощью вновь явившегося архангела Михаила, показал чудо воскрешения двух людей, похороненных в каменном столпе. Но царь опять не поверил ему. Тогда против царя восстали все люди с царицею, и Никита в этот день крестил 18 400 человек.

## Иконография
Пик популярности изображений Никиты на иконах, змеевиках и крестах пришёлся на XVI—XVII века, на эпоху строгановской школы иконописи. Он был самым известным и почитаемым христианами Никитой до раскола Русской церкви в 1666 году. Старообрядцы почитали его до XIX века.
Первоначальное изображение святого-экзорциста изменялось, постепенно приближаясь к обобщённому образу победителя язычества (беса). В начале иллюстрации были близки к тексту апокрифа о мученике Никите, затем они превратилось в изображения демоноборца, соотносимого со святыми: Никитой Готским, Никитой — малоазийским отроком, Никитой Новгородским, а также архистратигом Михаилом и другими.
В связи с отречением Церковью этого апокрифа и канонизацией другого жития мученика Никиты Готского, почитавшегося в тот же день, в русской иконописи иногда сливаются образы этих мучеников.
Считалось, что образ святого Никиты защищает от нечистой силы. К нему обращались при разных семейных неприятностях — в частности, при порче детей и об исцелении от «родимца». Есть две молитвы мученику Никите. Никита-бесогон, как его звали в народе, обычно изображался с палкой или кандалами, побивающим беса.
Известен барельеф на северной стене владимирского Дмитриевского собора (1197), получивший популярность среди мастеров-прикладников в литых крестах, литых образках и медных тельниках XII—XVII веках.
Например, в Русском музее хранится трёхрядная икона XV—XVI века с образом Бесогона. Есть также икона «Никита, побивающий беса, с Деисусом и избранными святыми» новгородской школы иконописи последней трети XV века, хранящаяся в частной коллекции, отличающаяся манерой написания от хранящейся в Русском музее.

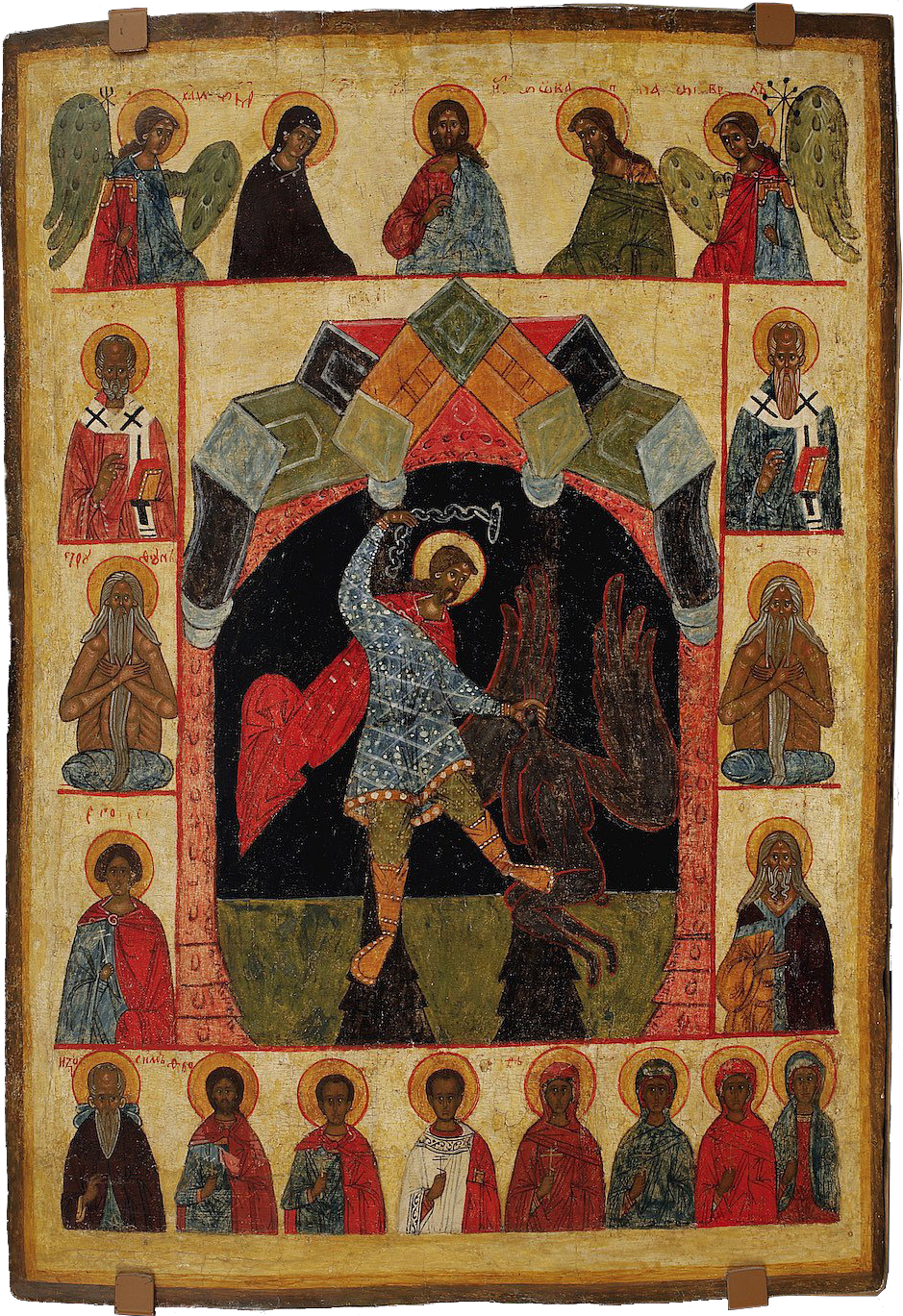
Никита, побивающий беса, с Деисусом и избранными святыми. Новгород, последняя треть XV века
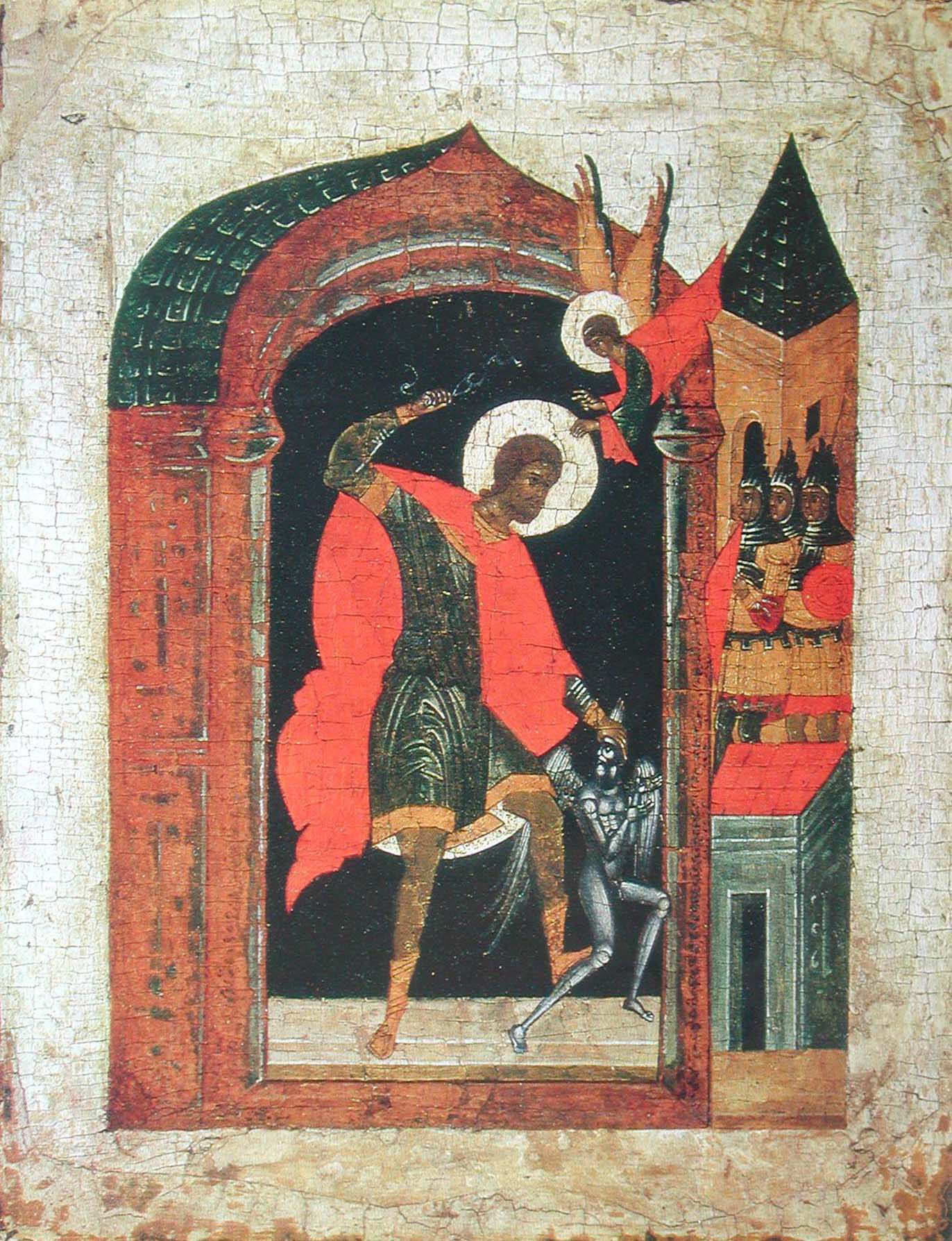
Икона первой половины XVI века, московской школы. Государственная Третьяковская галерея
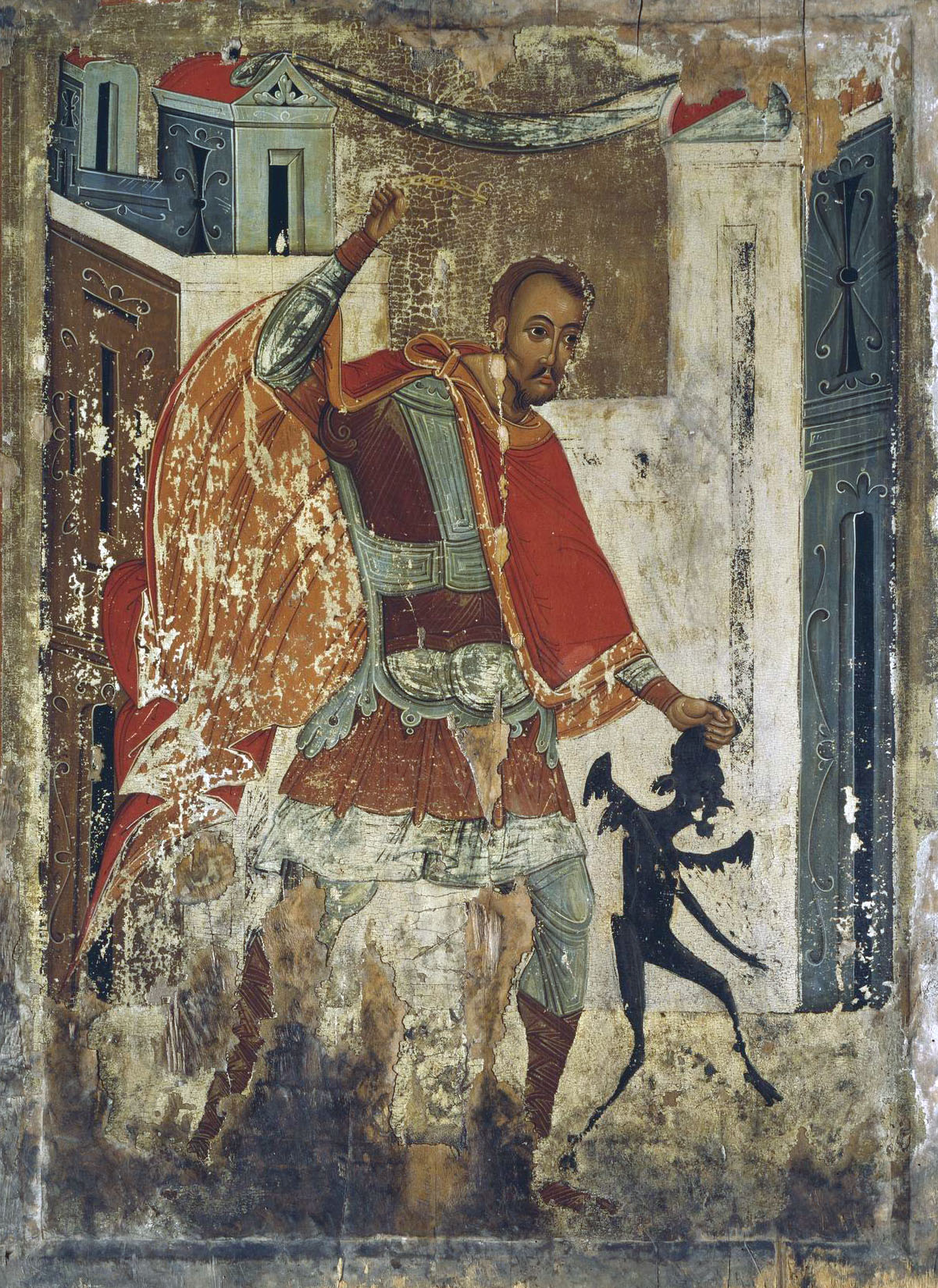
Икона конца XVIII века
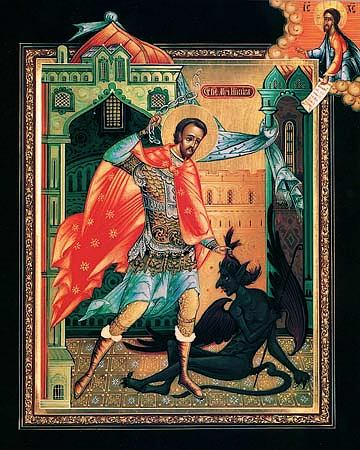
Икона XIX века
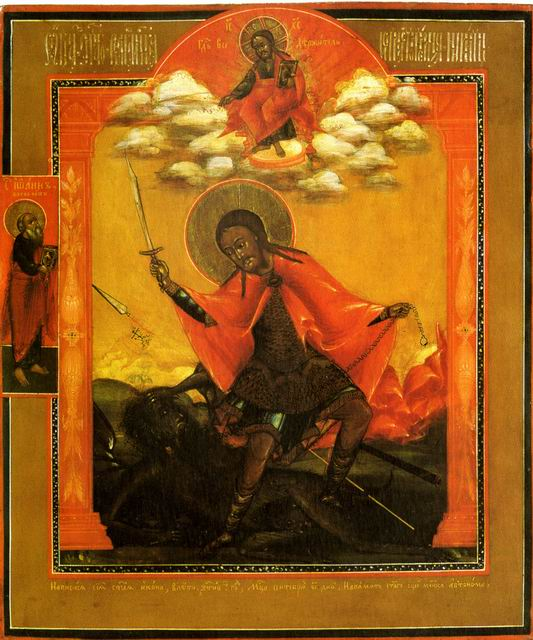
Святой Никита, побивающий беса. 1843. Государственный Русский музей
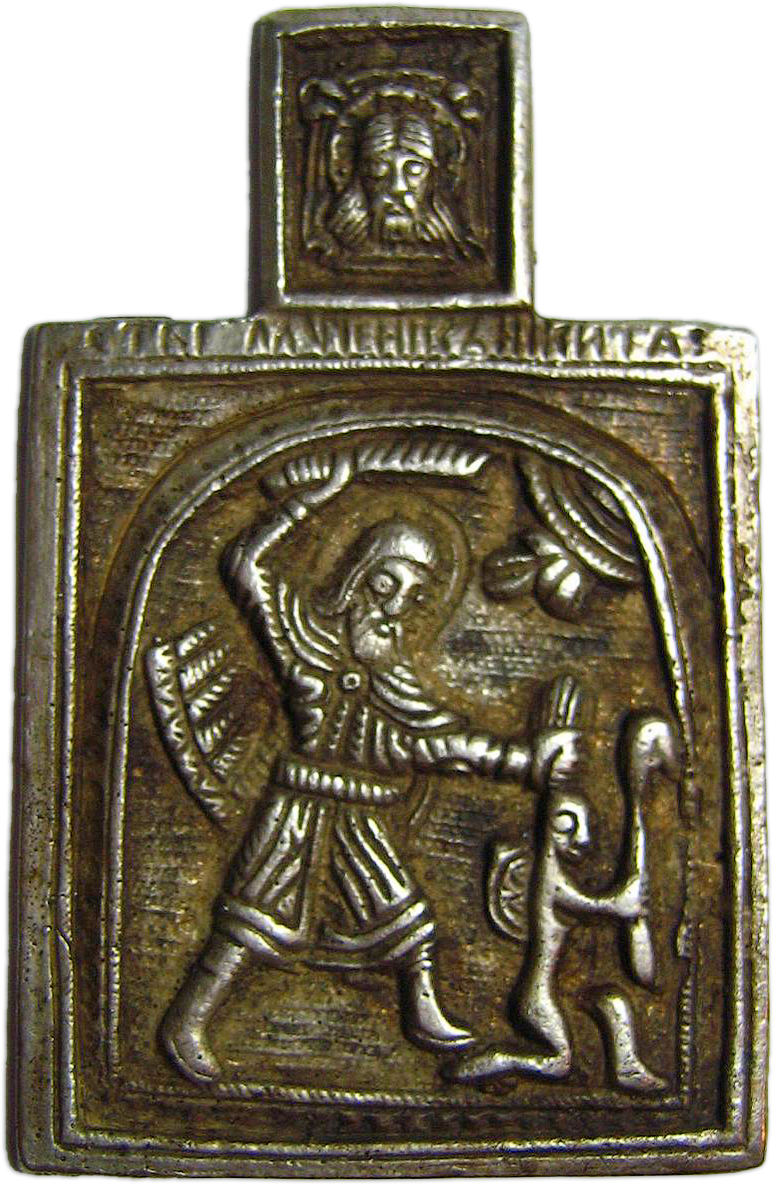
Бронзовый образок или литая иконка, XIX век
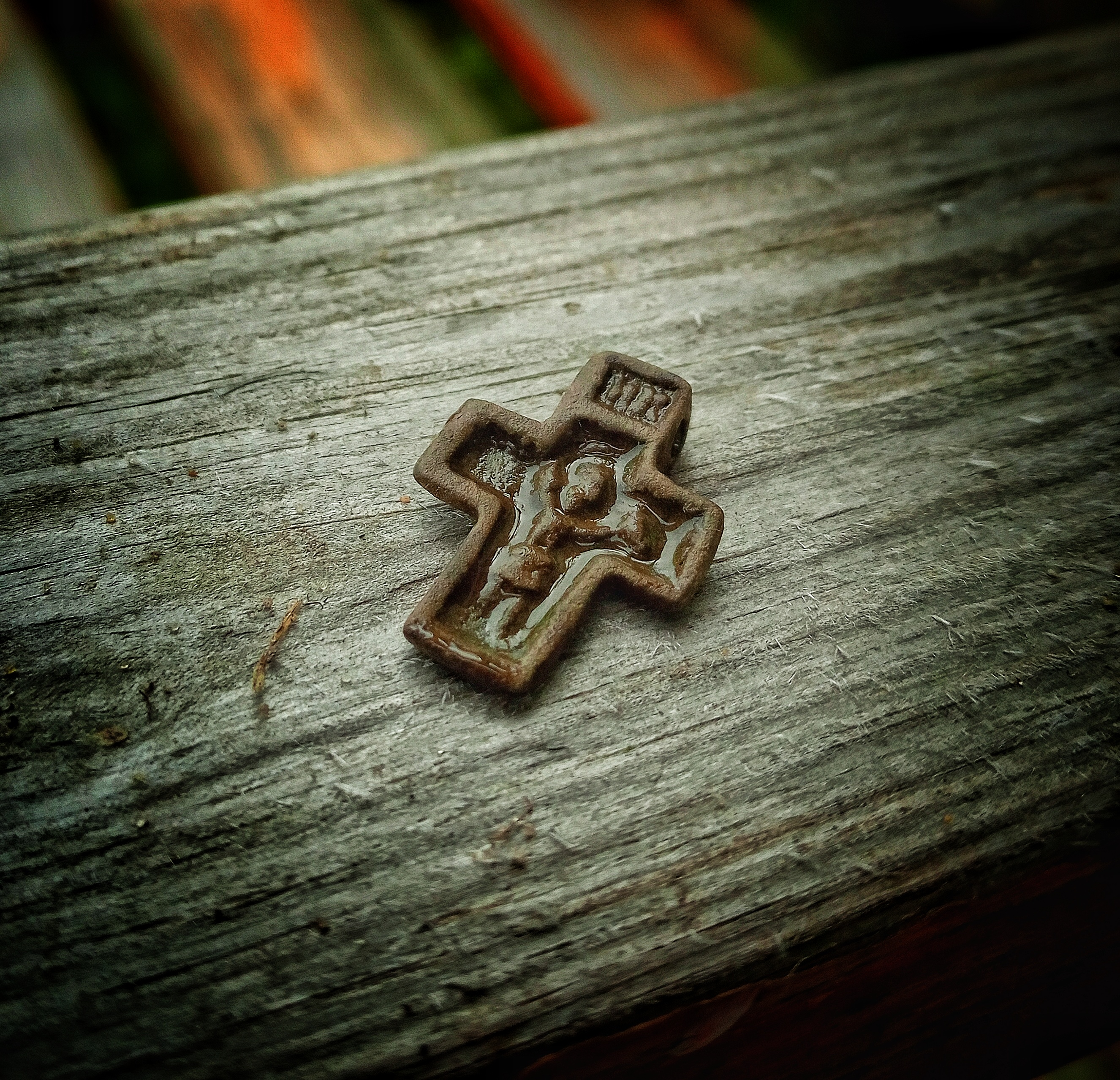
Старинный нательный крест. Россия, Владимирская область